# Francis Low
Francis Eugene Low (* 27. Oktober 1921 in New York City; † 21. Februar 2007 in Haverford, Pennsylvania) war ein US-amerikanischer theoretischer Physiker.

## Leben und Wirken
Low war der Sohn eines Bergbauingenieurs und einer Ärztin und wuchs im Greenwich Village auf. Sein Großvater Sergius Ingerman war ebenfalls Arzt und einer der Gründer der sozialistischen Partei in den USA. In seiner Jugend wollte er Pianist werden (später schrieb er sogar ein Musical über Huckleberry Finn), entdeckte aber während des Besuchs der französischen Internationalen Schule (Ecole Internationale) in Genf seine Liebe zur Physik. Low studierte an der Harvard University in New York und arbeitete nach der Graduierung (Bachelorabschluss 1942) am Manhattan-Projekt (theoretische Arbeiten zur Uran-Anreicherung im Oak Ridge National Laboratory) und versah Dienst in der US-Armee (10. Mountain Division, als Maultiertreiber und später als Sergeant als Artilleriebeobachter). 1947 machte er seinen Master-Abschluss an der Columbia University, wo er 1949 promovierte und bis 1950 Instructor war. 1950 bis 1952 war er am Institute for Advanced Study in Princeton (sowie 1967/68). Ab 1952 war er Professor (zunächst Assistant Professor, später mit voller Professur) an der University of Illinois und ab 1957 als Professor am Massachusetts Institute of Technology (MIT), wo er ab 1968 bis 1985 Carl Taylor Compton Professor für Physik war und 1979 bis 1985 Direktor des Labors für Kernphysik (Laboratory for Nuclear Science) (wo er 1985 bis 1992  „Institute Professor“ war) und 1974 bis 1983 Direktor des Center of Theoretical Physics war. 1980 bis 1985 war er Provost des MIT, wo er u. a. das Whitehead-Institut für biomedizinische Forschung zum MIT brachte. 1991 emeritierte er, hielt aber noch bis 1996 Vorlesungen und blieb bis zu seinem Tod Professor Emeritus.
Low ist mit Murray Gell-Mann einer der Begründer der Theorie der Renormierungsgruppe und beide führten unabhängig die Bethe-Salpeter-Gleichung ein.
1969 war er einer der Gründungsmitglieder der Union of Concerned Scientists und kurze Zeit ihr Chairman, trat aber zurück da einige Mitglieder sich weigerten, die Sicherheit von Kernreaktoren zu studieren.
1958 wurde Low in die American Academy of Arts and Sciences gewählt, seit 1967 war er Mitglied der National Academy of Sciences. Zu seinen Doktoranden zählen Alan Guth (1972), Mitchell Feigenbaum (1970) und Sze-Hoi Tye.
1948 bis zu ihrem Tod 2004 war er mit der Psychologin Natalie Sadigur verheiratet und hatte mit ihr einen Sohn und zwei Töchter.

## Schriften
- Classical Field Theory. Electromagnetism and Gravitation. John Wiley, 1997